# Neomaso claggi
Neomaso claggi là một loài nhện trong họ Linyphiidae.
Loài này thuộc chi Neomaso. Neomaso claggi được Raymond Robert Forster miêu tả năm 1970.